# Scuola (Venecija)
Venecijanske scuole bile su jedan specifičan tip bratovština, ali i naziv za sam objekt gdje se takva  bratovština, okupljala. 

## Vrste venecijanskih scuola
Venecijanske scuole picole (male škole) ili male bratovštine bile su zapravo cehovska udruženja, raznih obrtnika i umjetnika, koja su se počela osnivati od 11. st., pod patronatom nekog sveca zaštitnika kojeg su si članovi odabrali za zaštitnika. U običnim (malim) scuolama bili su obični ljudi, a u Velikim školama (Scuole Grandi) aristokracija.
Najbrojnije su bile scuole koje su okupljale obrtnike iste profesije, tad je i njihova mariegola imala članke posvećene toj profesiji,  takve su bile scuole caleghera (postolara), battilora (zlatara), murera (zidara), saponara (sapunara), fornera (pekara), sellera (sedlara)...
Velike bratovštine (Scuole Grandi) imale su veću društvenu važnost i ugled, to su bile tipične laičke vjerske bratovštine, koje su njegovale kult nekog sveca ili neku od pokora (bičevaoci). Službenu razliku između obične (male) scuole picole i scuole grande određivalo je mletačko Vijeće desetorice, a od sredine 15. st. Scuola Grande morala je imati i Flagelante.
Rad velikih škola bio je usmjeren na dobrotvorne aktivnosti i akcije od javnog značaja. Zahvaljujući velikim donacijama samih bratima, koji su uglavnom bili pripadnici plemstva, te škole imale su puno novca kojeg su mogli ulagati u nekretnine ili umjetnine za uljepšanje svojih sjedišta, tako je Scuola Grande di San Rocco angažirala Tintoretta da im ukrasi bratovštinu, a Scuola Grande di San Marco Paola Veronesea i Palmu Mlađeg. Te bratovštine nisu služile samo da se poboljša ugled Presvijetle republike, već i da u kriznim trenucima prikupe sredstva za podršku ratnim naporima republike.
U 16. st. djelovalo je šest dobrotvornih velikih škola (Scuole Grandi):
- Scuola Grande di San Teodoro, osnovana 1258.
- Scuola Grande di Santa Maria della Carità, osnovana 1260.
- Scuola Grande di San Marco, osnovana 1261.
- Scuola Grande di San Giovanni Evangelista, osnovana 1261.
- Scuola Grande di Santa Maria della Misericordia, osnovana 1308.
- Scuola Grande di San Rocco, osnovana 1478.
- Scuola Grande di San Fantin, zvana i San Girolamo

Njima se u 17. st. pridružila Scuola Grande dei Carmini.
Stranci su u Veneciji imali oko četrnaest svojih scuolapoput Albanaca, Schiavona, Bergamljana, Firentinaca, Lukežana, Lombarđana, Furlana i Nijemaca. Takve scuole pružale su svojim članovima pomoć pri zapošljavanju i duhovnu i materijalnu pomoć u teškim trenucima života. Među tim scuolama ističe se posebno Scuola di San Giorgio e San Trifone.
Prema venecijanskom kroničaru Marinu Sanudu mlađem (1466. – 1536.) malih scuola, zapravo obrtničkih cehova bilo je 210, u nekim drugim dokumentima iz tog vremena spominje se čak 400 scuola.

## Povijest i karakteristike venecijanskih scuola
One su se počele pojavljivati od 11. st., kao cehovska radnička udruženja iste struke ali i raznih društvenih grupa istog interesa. Sistem scuola bio je duboko ukorijenjen u ekonomsko i društveno tkivo Venecije. 
Upis u scuole picole bio otvoren za sve, ali je trebalo platiti upisninu koju su Venecijanci zvali  benintrada.
Polaznici malih škola (scuole picole) morali su jedno vrijeme učiti a zatim jedno vrijeme šegrtovati (raditi, stažirati) kod drugih zanatlija svoje struke. Njihovo naukovanje završavalo je polaganjem završnog ispita u scuoli pred komisijom, nakog kojeg se dobivao status majstora, na osnovu kojeg je mogao otvoriti svoju radnju.
Od 1261. Mletačka Republika osnovala je dva suda (magistrata), koji su pored kontrole robe odobravali mariegole, odnosno osnivačke akte scuola. Zbog toga venecijanske scuole nikada nisu bile politizirane (za razliku od drugih gradova) jer je njihov rad bio strogo kontroliran od tih magistrata.
Sve strukovne scuole imale su svoj znak - simbol njihova zanimanja, koji je bio nepovrediv dio njihove imovine, neovlaštena upotreba ili krivotvorenje znaka najstrože se kažnjavalo.

### Kraj scuola
Nakon propasti Mletačke Republike 1797., za vrijeme napoleonske vlasti, većini scuola je zabranjen rad, a njihov inventar (namještaj, oprema, slike) je razgrabljen i prodan trgovcima antikviteta širom svijeta. Neke scuole su uspjele preživjeti i nastaviti svoju aktivnost, kao Scuola Grande di San Rocco i Scuola di San Giorgio e San Trifone.
Na dan sv. Marka (25. travnja) sve venecijanske scuole obavezno su sudjelovale u procesiji, noseći svoju zastavu.

## Organizacija i struktura scuola
Svaka škola imala je vlastiti statut i zakone sažete u mariegoli (statut, matrikula), a zatim dokument koji uređuje djelatnost društva. Na čelu scuole bio je veliki gvardijan, kojem su radu pomagala dva tijela; blagajna (banca) i vijeće (zonta) koje obično imalo petnaestak članova. Skuština (capitolo) je bila najviše tijelo organizacije, koja je okupljala sve članove, na kojoj su se birali rukovodeći organi bratovštine.

### Zgrade
Puno venecijanskih scuola imalo je vlastite zgrade za svoj rad, ali nisu sve scuole imale svoje prostorije, u tom slučaju bratimi su se sastajali kod oltara svog sveca zaštiitnika u crkvi koju su odabrali.
Propisi za izgradnju tipične venecijanske scuola  bili su strogi i kruti, tako da su arhitekti to morali uzeti u obzir. Zgrada je morala imati dvije velike dvorane, jednu za vjerske obrede u prizemlju, i drugu na prvom katu za sastanke članstva, tu se morala nalaziti i jedna manja prostorija za čuvanje  - mariegola (matrikule).

## Vanjske poveznice
- Scuole - Bruderschaften in Venedig (njem.)
- The Statutes of the Schools, the Mariegola  Arhivirana inačica izvorne stranice od 29. studenoga 2011. (Wayback Machine) (engl.)